# Silber-Perowskie
Die Silber-Perowskie (Perovskia atriplicifolia), auch Blauraute genannt, ist ein Halbstrauch mit blauen bis violetten Blüten aus der Familie der Lippenblütler (Lamiaceae). Das natürliche Verbreitungsgebiet liegt in Asien. Die Art wird häufig als Zierstrauch verwendet. Nach R. Govaerts wird die Art besser als Salvia yangii B.T.Drew in die Gattung Salvia gestellt.

## Beschreibung

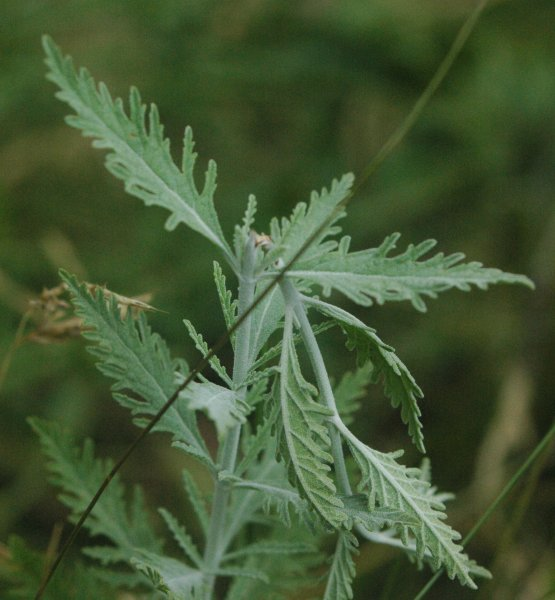
Blätter

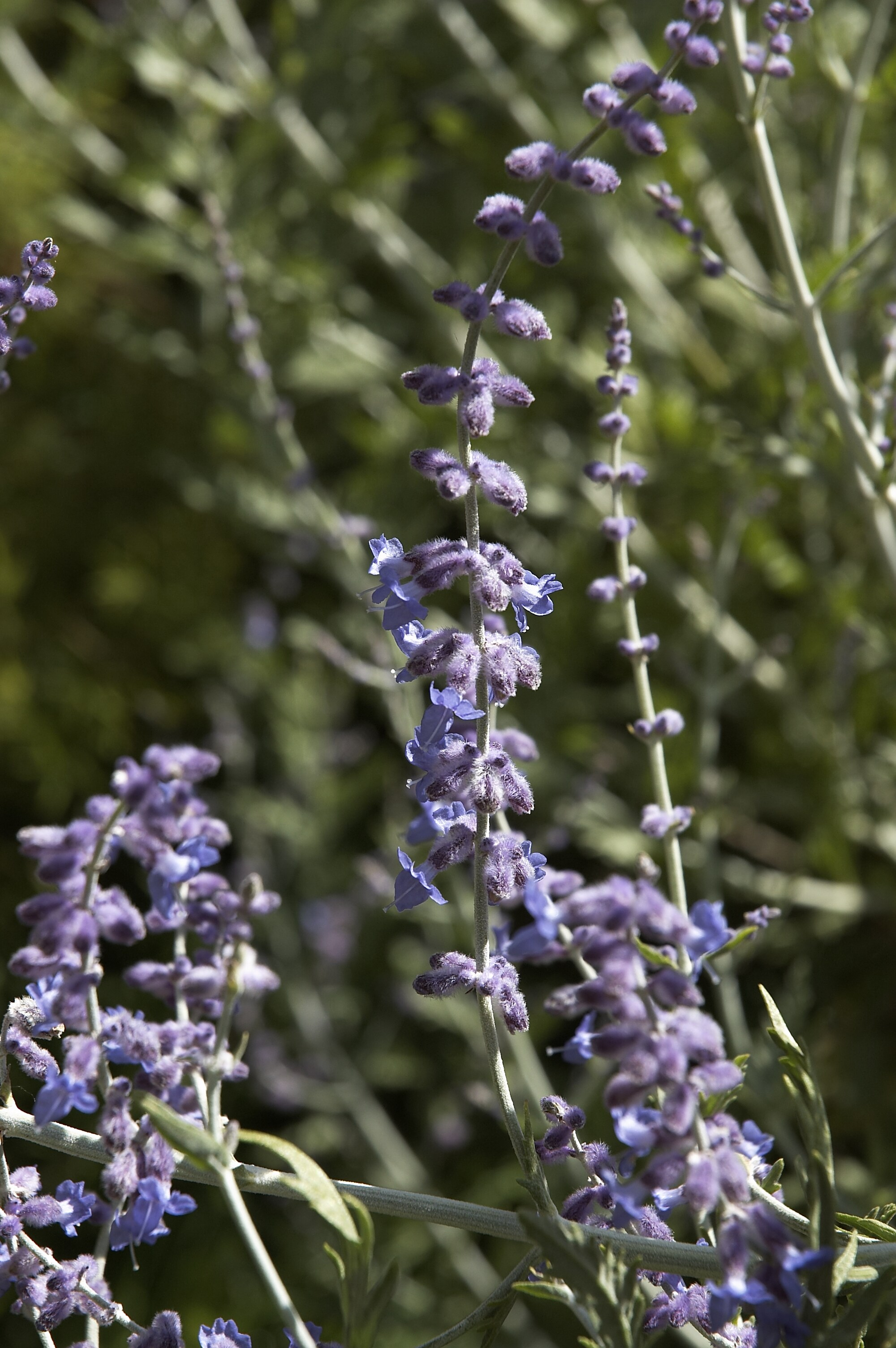
Blütenstände

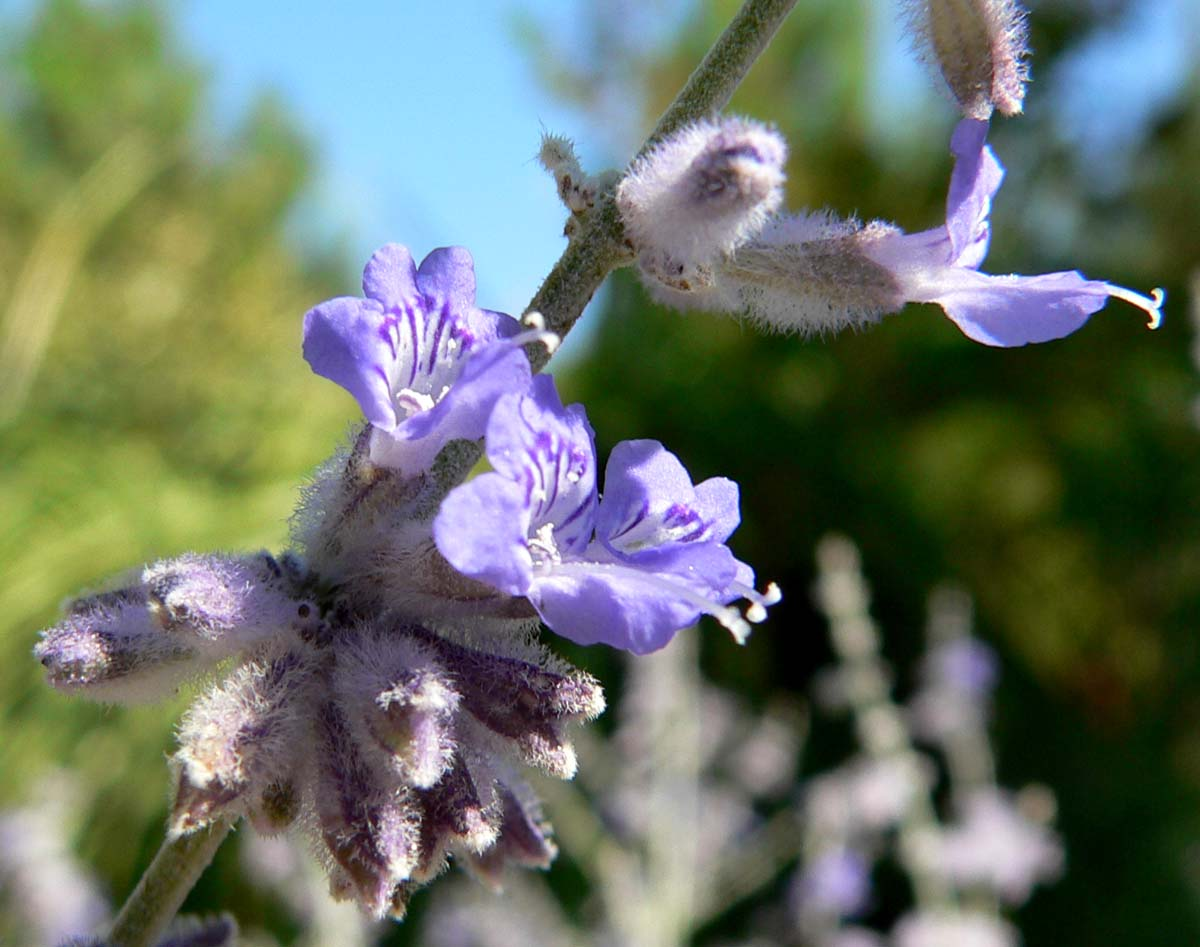
Blüten

Die Silber-Perowskie ist ein 100 bis 200 Zentimeter hoher Halbstrauch mit rundlichen, rutenförmigen, dicht silbrig sternhaarigen Trieben, die mit gelben Drüsen besetzt sind. Die Laubblätter haben einen 4 bis 6 Millimeter langen Blattstiel. Die Blattspreite ist 4 bis 5 selten 6 Zentimeter lang, 0,4 bis 0,9 Zentimeter breit, lineal-lanzettlich, einfach fiederschnittig, mit keilförmiger Basis.  Die Lappen sind länglich bis oval, stumpf, 2 bis 4 Millimeter lang und 1 bis 1,5 Millimeter breit, spärlich sternhaarig und dicht mit gelben Drüsen bedeckt.
Die Blüten wachsen zu zwei bis sechs in Scheinwirteln, die in lockeren, 10 bis 15 Zentimeter langen, kegelförmigen Rispen angeordnet sind. Die Tragblätter sind häutig, violett, etwa 0,7 Millimeter lang und 0,4 Millimeter breit, eiförmig bis oval, mit weiß bewimperten Rand. Sie fallen früh ab. Der Blütenstiel ist 1 bis 1,5 Millimeter lang, dicht behaart und hängend. Der Blütenkelch ist 5 bis 6 Millimeter lang und 1,5 bis 2,5 Millimeter breit, purpurn, an der Basis dicht weiß oder purpurn rauhaarig und mit gelben Drüsen besetzt. Der Rand ist bewimpert, die Spitze spärlich behaart bis kahl. Die Kelchröhre ist 4 bis 5 Millimeter lang mit Durchmesser von 1,5 bis 2 Millimetern. Die obere Kelchlippe ist 1 Millimeter lang und 2 Millimeter breit und undeutlich dreizähnig. Die untere Lippe ist etwas kürzer als die obere. Die Blütenkrone ist blau, etwa 1 Zentimeter lang, kahl und spärlich mit Drüsen besetzt. Die Kronröhre ist 5 bis 6 Millimeter lang und 2 Millimeter breit. Die obere Kronlippe ist 3 bis 3,5 Millimeter lang, 4 bis 4,5 Millimeter breit und dunkelpurpurn gestreift. Die Lappen sind oval bis eiförmig, der mittlere Lappen ist etwa 1,5 Millimeter lang und 1 Millimeter breit, die seitlichen Lappen sind 1 Millimeter lang und 1,5 Millimeter breit. Die untere Lippe ist länglich-oval, etwa 3 Millimeter lang und 1 Millimeter breit, ganzrandig und stumpf. 
Als Früchte werden etwa 2 Millimeter lange und 1 Millimeter breite Nüsschen mit stumpfem Ende gebildet. 
Die Silber-Perowskie blüht von Juni bis Juli, die Früchte reifen von Juli bis August.
Die Chromosomenzahl beträgt 2n = 20.

## Verbreitung und Standortansprüche
Das natürliche Verbreitungsgebiet liegt in Asien in Afghanistan und im Iran, in China in den Autonomen Gebieten Xinjiang und Tibet sowie in Pakistan. Die Silber-Perowskie wächst in Steppen und Trockenwäldern auf trockenen bis frischen, schwach sauren bis stark alkalischen, sandigen, sandig-kiesigen oder sandig-lehmigen, nährstoffreichen Böden an sonnig-heißen Standorten. Die Art ist nässe- und frostempfindlich. Sie wird der Winterhärtezone 7a mit mittleren jährlichen Minimaltemperaturen von −17,7 bis −15 °C zugeordnet.

## Systematik
Die Silber-Perowskie (Perovskia atriplicifolia) ist eine Art aus der Gattung der Perowskien (Perovskia) in der Familie der Lippenblütler (Lamiaceae). Dort wird sie in der Unterfamilie Nepetoideae der Tribus Mentheae zugeordnet. Die Art wurde von George Bentham 1848 erstmals wissenschaftlich beschrieben. Der Gattungsname Perovskia erinnert an den russischen General und Gouverneur der Provinz Orenburg Wassili Alexejewitsch Perowski (1794–1857). Das Artepitheton atriplicifolia leitet sich von Atriplex, dem Gattungsnamen der Melden und von -folius, lateinisch für „blättrig“ ab und beschreibt damit die Form der Laubblätter, die jener der Melden ähnelt.

## Verwendung
Die Silber-Perowskie wird wegen ihrer dekorativen und duftenden Blüten häufig als Zierstrauch verwendet.

## Nachweise